# Žiberna
Žiberna je priimek več znanih Slovencev:
- Aleš Žiberna (več oseb: 1. statistik, družboslovni informatik, 2. sindikalist lesarstva in gozdarstva, 3. fotograf)
- Angela Žiberna (1930—2013), socialna delavka, publicistka
- Darko Žiberna (*1956), kirurg, zdravstveni delavec in politik
- Dijana Žiberna (*1985),  televizijska producentka, voditeljica, novinarka
- Dušan Žiberna (*195?), rock kitarist (Buldožer, Pankrti)
- Gregor Žiberna (1855—1929), jamar
- Igor Žiberna (*1962), geograf in astronom, prof. UM
- Jadranka Žiberna (ps. Europa Majal), pisateljica
- Jožko (Josip) Žiberna (1910—2002), pravnik, publicist, organizator
- Lovro Žiberna, farmacevt, prof. farmakologije
- Ludovik Žiberna (1903—1972), glavni republiški finančni inšpektor
- Maja Ava Žiberna, novinarka, režiserka?
- Marjan Žiberna (*1968), novinar, urednik, pisatelj, publicist  (nekdanii atlet)
- Milena Žiberna Šujica (*1938), tekstilna tehnologinja
- Tamara Goslar Žiberna, ginekologinja